# Striży (rejon oriczewski)
Striży (ros. Стрижи) – osiedle typu miejskiego w Rosji, w obwodzie kirowskim, w rejonie oriczewskim. W 2010 liczyło 3730 mieszkańców.